# Senyoria de Mechelen

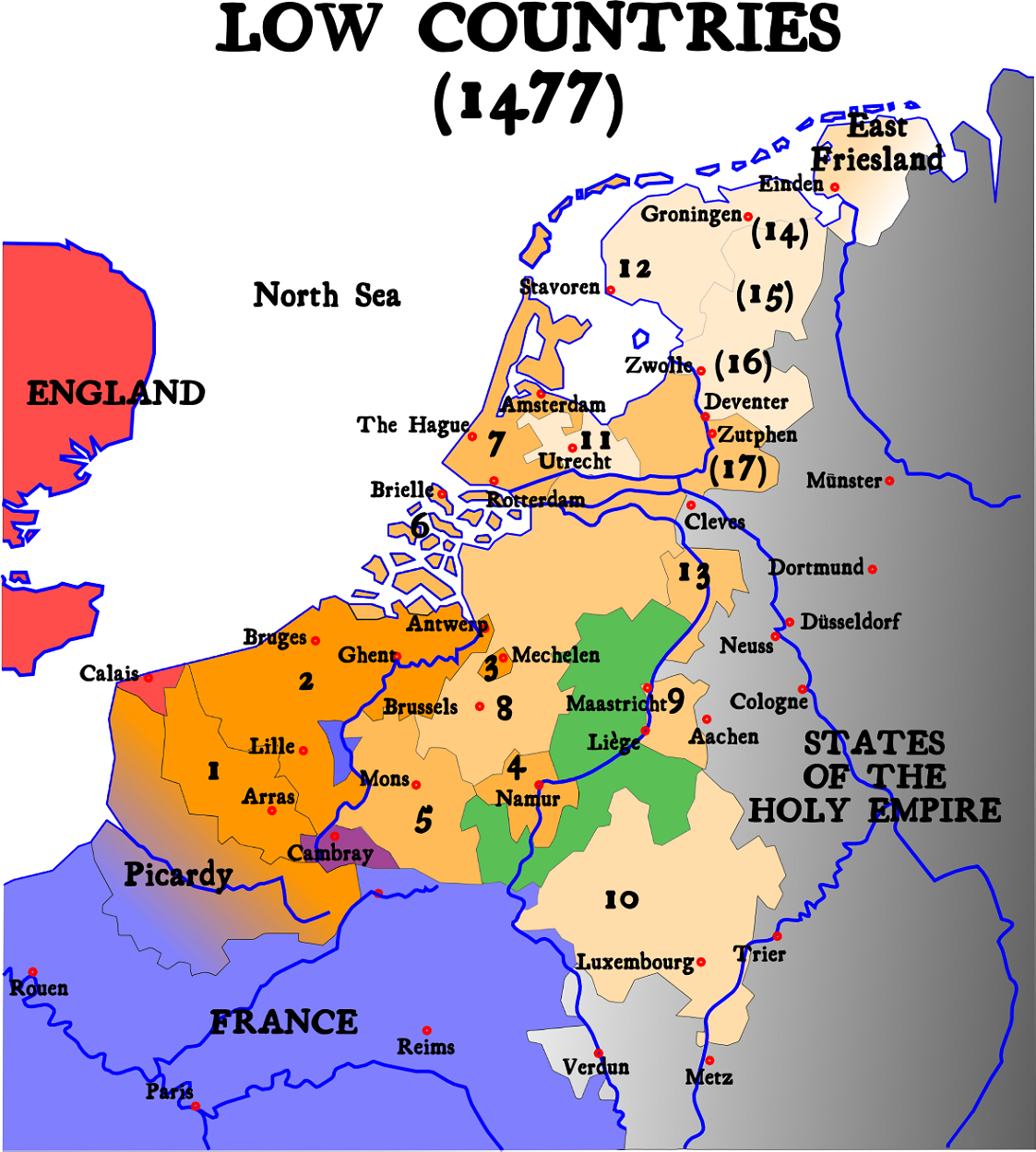
Senyoria de Mechelen (n°3 al mapa)

Fins al 1795, la Senyoria de Mechelen era un petit estat independent compost de la ciutat de Mechelen i uns pobles veïns. Al 910 va ser afegit al principat de Lieja però de fet era governat per a la casa de Berthout contra la voluntat dels prínceps-bisbes. Diversos cops, el ducat de Brabant va intentar d'annexionar el territori menut, però sense èxit definitiu. El 1333, el príncep Adolf II de la Mark va cedir el feu al comtat de Flandes. Nogensmenys, sociològicament parlant, mai no va integrar-s'hi totalment. És la raó perquè la senyoria tenia un representant als estats generals i era considerada com una de les Disset Províncies. Tot i ésser un estat, quasi sempre va ser governat en unió personal amb altres províncies. Aquesta unió va adquirir un caràcter permanent el 1549 quan la pragmàtica sanció va declarar les Disset Províncies indivisibles.
Carles I de Borgonya hi establí el seu del tribunal suprem, anomenat parlament de Mechelen el 1473. Margarida d'Àustria; que preferia una justícia centralitzada, va abolir-lo el 1477. El 1504, Felip I de Castella va tornar a instaurar-lo. Sota la pressió del rei de França al qual no li agradava la competència amb el Parlament de París, canvià el nom en Gran Consell de Mechelen. 

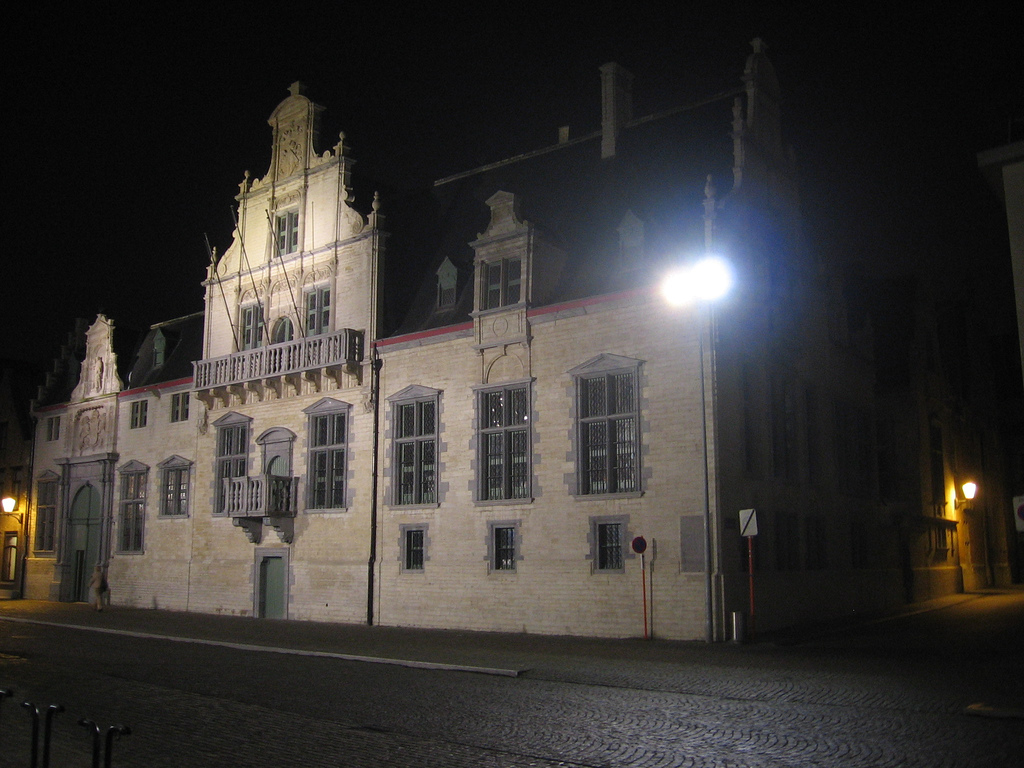
La seu del Gran Consell de 1616 a 1795 i actual tribunal

En establir-hi la seva residència, la governadora Margarida d'Àustria en va fer per un temps la capital de les Disset Províncies. El 1559, Felip II de Castella va establir-hi i la seu de l'arquebisbat de Mechelen. Aquesta subdivisió va romandre fins al 1961 quan es va dividir en l'Arquebisbat de Mechelen-Brussel·les i un nou Bisbat d'Anvers.
Els estats de la senyoria eren un del partits que el 1790 van fundar els efímers Estats Units bèlgics. El 1795, França va envair i annexionar el territori que serà des d'aleshores una part del Departament dels dos Netes.
Després del Congrés de Viena i el Tractat de París (1815), va integrar-se al Regne Unit dels Països Baixos i el 1830 al regne de Bèlgica.

Escut d'armes
Bandera

## Geografia
- la ciutat Mechelen intra muros
- els nuclis extra muros Nekkerspoel i Nieuwland
- els pobles Hever, Muizen, Hombeek, Leest en Heffen
- l'enclavat Heist-op-den-Berg i Gestel